# Luleč (hrad)
Luleč je hrad, který stával na okraji náhorní planiny rozsáhlého pravěkého hradiska v jihomoravské obci Luleč, v okrese Vyškov. Dnes po něm zbyly valovité půdní pozůstatky. Jeho zbytky jsou chráněny jako kulturní památka České republiky.

## Historie
Hrad se poprvé v listinách připomíná roku 1406, tehdy už byl ale více než sto let starý. Sídlil na něm významný rod moravské nižší šlechty. Jako první se v letech 1349–66 uvádí Fridrich z Lulče a po něm Bedřich. Následoval jeho syn Diva, který byl aktivním přívržencem katolického tábora. Za husitských válek proto zřejmě došlo i k poboření lulečského hradu. Stalo se tak asi v roce 1423, kdy už byly dobyty všechny opěrné body katolíků na Vyškovsku. Následující majitelka – Eliška z Lulče – však stavbu znovu dočasně obnovila. Obyvatelný byl hrad ještě v roce 1490, kdy ho zakoupil Václav z Ludanic. Byl asi ihned ponechán svému osudu a roku 1522 je uveden jako opuštěný. Zřícenina v roce 1751 posloužila jako zdroj levného kamene pro stavbu sousedního kostela sv. Martina.